# مارک روتکو
مارکوس روتکوویچ (Markus Yakovlevich Rothkowitz) (روسی: Ма́ркус Я́ковлевич Ротко́вич) (۲۵ سپتامبر ۱۹۰۳ - ۲۵ فوریه ۱۹۷۰) نقاش اکسپرسیونیست انتزاعی آمریکایی و لتونیایی تبار بود.

## زندگی

### تولد و دوران کودکی
روتکو در ۱۹۰۳ و در خانواده‌ای یهودی‌الاصل، در دوگوپیلس، لتونی متولد شد. او چهارمین فرزند جیکوب روتکوویچ(به انگلیسی: Jacob Rothkowitz) (متولد ۱۸۵۹)، و کیت گلدین(به انگلیسی: Kate Goldin) (متولد ۱۸۷۰)، که در سال ۱۸۸۶ ازدواج کرده بودند، است. پدرش داروساز و روشنفکری بود که فرزندان خود را با سکولاریته و سیاست به جای مذهب تربیت کرد. به گفته‌ی روتکو، پدر مارکسیست او «به شدت ضد دین» بود. برخلاف یهودیان مستقر در بسیاری از شهرهای روسیهٔ تزاری، افراد ساکن در دوینسک از خشونت یهودستیزانه در امان بودند. هرچند در محیطی که یهودیان بودند باز هم مورد سرزنش قرار می‌گرفتند؛ بنابراین دوران کودکی روتکو با ترس آمیخته شده بود. 
علیرغم درآمد اندک پدرش، خانواده از تحصیلات بالایی برخوردار بودند. خواهر روتکو به یاد می آورد: «ما یک خانواده کتابخوان بودیم.» مارک به زبان‌های یدیش، عبری و روسی صحبت می‌کرد. بعد از اینکه پدرش در دوران جوانی به یهودیت ارتدکس بازگشت،‌ مارکوس،‌ کوچکترین عضو خانواده، در سن پنج سالگی به خِدِر فرستاده شد و در آن‌جا تلمود را مطالعه کرد؛ اگرچه خواهران و برادرانش در مدارس دولتی آموزش دیده بودند.

### مهاجرت به آمریکا
جیکوب از ترس اینکه پسران بزرگش به ارتش امپراطوری روسیه فراخوانده شوند،‌ در ۱۹۱۰ به همراه آن‌ها به ایالات متحده آمریکا مهاجرت کرد؛ ولی مارکوس به همراه مادر و خواهرش سونیا در روسیه ماند. آن‌ها نیز به عنوان مهاجر در ۱۹۱۳ به جزیره‌ی الیس رسیده،‌ از کشور عبور کردند تا به جیکوب و برادرانش در پورتلند، اورگن بپیوندند. چند ماه بعد از این مهاجرت،‌ مرگ جیکوب به دلیل سرطان روده بزرگ،‌ خانواده را بدون حامی اقتصادی رها کرد. سونیا به عنوان متصدی صندوق پول مشغول به‌کار شد. مارکوس نیز در یکی از انبارهای عمویش به کارمندان روزنامه می‌فروخت. او بعدها گفت که به یاد می‌آورد در سراسر دوران نوجوانی‌اش همیشه گرسنه بوده‌ است.

### تحصیلات
روتکو در ۱۹۱۳ آموزش تحصیلی در ایالات متحده کرد و به سرعت از کلاس سوم به کلاس پنجم رسید. در ژوئن ۱۹۲۱ تحصیلات مقطع متوسطه را با نمره‌ی ممتاز در دبیرستان لینکلن (پورتلند، اورگن) در سن هفده سالگی به پایان رساند. با آموختن زبان انگلیسی، به عضوی فعال در مرکز جامعه یهودیان تبدیل شد و در بحث‌های سیاسی مهارت بالایی پیدا کرد. روتکو مانند پدرش به مسائلی مانند حقوق کارگران و پیشگیری از بارداری علاقه داشت. در آن زمان،‌ پورتلند مرکز فعالیت‌های انقلابی در ایالات متحده و منطقه‌ای بود که در آن اتحادیه انقلابی کارگران صنعتی جهان (IWW) فعال بود. روتکو که در محیط جلسه‌های کارگران رادیکال بزرگ شده بود، در جلسه‌های کارگران صنعتی از جمله سخنرانانی مانند بیل هیوود و اما گلدمن آنارشیست شرکت‌‌ کرد. 
او در سال‌های ۱۹۲۱ تا ۱۹۲۵ تحصیلاتش را در دانشگاه ییل و اتحادیهٔ هنرجویان نیویورک کامل کرد. سپس به مطالعه‌ی رنگ، اسطوره شناسی و روانشناسی یونگ پرداخت. مدتی بعد در دانشگاه کالیفرنیا به تدریس هنر مشغول شد. آثار او در این زمان عمدتاً فیگوراتیو و اکسپرسیونیستی بود. در اواخر سال‌های دههٔ ۲۰ با میلتون آوری که نقاشی‌هایش واضح و صریح بودند ملاقات کرد. آوری تأثیر عمیقی بر روتکو گذاشت و باعث شد که او در نقاشی و استفاده از رنگ به سرعت پیشرفت کند. خانهٔ آوری محل ملاقات هنرمندانی شده بود که هر هفته آنجا گردهم می‌آمدند و جلسات طراحی برگزار می‌کردند. روتکو از حیث رنگ پردازی درخشان، آشکارا تحت تأثیر فوویستها و به ویژه آنری ماتیس قرار داشت.

## تجربیات هنری

### تجربیات هنری اولیه
روتکو در ۱۹۲۸ اولین نمایشگاه گروهی و در ۱۹۳۳ نخستین نمایشگاه انفرادی اش را در نگارخانهٔ هنرهای معاصر نیویورک برگزار کرد، در همان سال با آدولف گوتلیب، گروه ده را بنیان نهاد.  وی در ۱۹۳۶ کتابی نوشت که هیچ‌گاه آن را تمام نکرد. در این کتاب او به بررسی شباهت‌های بین هنر مدرن و نقاشی‌های کودکان پرداخت. روتکو در ۱۹۴۰ به همراه عده‌ای از هنرمندان نیویورکی، فدراسیون نقاشان و مجسمه‌سازان مدرن را تأسیس کرد که هدف آن‌ها جدا نگه‌داشتن هنر از تبلیغات و بهره‌برداری‌های سیاسی بود. او دلبسته فرم، رنگ و فضا بود و برخلاف دوستان هنرمندش به جای تأثیرپذیری از زندگی و محیط شهری، به اساطیر و کهن نمونه‌ها توجه می‌کرد. برداشت او از اساطیر برداشتی کاملاً مدرن بود و با تفسیرهای اجتماعی او از شرایط جهان تطبیق می‌کرد. بعد به مطالعه آثار یونگ و فروید پرداخت و نظرات این دو متفکر و روان‌شناس بزرگ قرن، به ویژه در زمینهٔ ارتباط رؤیاها و کهن نمونه‌ها با ناخودآگاه جمعی برایش اهمیت بسیاری یافت و همین‌طور مطالعهٔ آثار نیچه به خصوص کتاب «زایش تراژدی»، تأثیر عمیقی بر کارهایش گذاشت. برای او این اندیشه نیچه که تراژدیهای یونانی می‌توانند انسان را از هراس زندگی فانی برهانند، بسیار جذاب بود.
در ۴۷ – ۱۹۴۲ به نقاشی سورئالیستی و شکل‌های زنده‌نما روی آورد. فیگورهای او در دههٔ ۳۰ و ۴۰، معمولاً خلاصه شده و با ضرب قلم‌های ساده و صریح، عروسک‌وار تصویر می‌شوند. پرتره‌ها و منظره‌های روتکو در این دوره ابعاد چندان بزرگی ندارد، بنابراین مشخصه‌های رمانتیسم از جمله شور معنوی و میل به سادگی ناب در مربع‌های حزن‌انگیز آن‌ها کمابیش مشهود است. روتکو با وجود اینکه در آمریکا هنر را فرا گرفت و به عنوان هنرمند آمریکایی تثبیت شد، اما در به‌کارگیری رهیافت‌های مدرنیست‌های اروپایی، به خصوص نقاشان فوویست، اکسپرسیونیست، سوررئالیست و آبستره، چهره‌ای پیشرو و سنت شکن از خود به نمایش گذاشت.

### آثار دهه ۱۹۵۰ و ۱۹۶۰
از ابتدای دههٔ ۱۹۵۰ فرم‌های تخت و انتزاعی عموماً به صورت میدان‌های رنگی در کارهای روتکو ظاهر می‌شدند که به سمت سطوحی مستطیل شکل گرایش پیدا می‌کنند. آثار وی در این دوره عبارتند از مستطیل‌های دو تایی و سه تایی که بدون کنارهٔ قاطع در یک ارتباط عمودی به روی پس زمینه‌ای که سراسر بوم را دربر گرفته‌اند پدیدار می‌شوند. هر چه به دههٔ ۶۰ نزدیک می‌شویم سطوح شکلی ساده‌تر و مستطیل‌های بزرگ رنگی حاکمیت بیشتری پیدا می‌کنند. در نمونهٔ بسیار متداول این آثار سه مستطیل رنگی در بالا و پایین و میانهٔ تابلو در پیشاپیش زمینه‌ای کمابیش هم رنگ ظاهر می‌شوند. این سه سطح در نگاه اول تصویری گنگ و انتزاعی از منظره‌ای در دور دست را تداعی می‌کنند که به ترتیب به جای آسمان، زمین و افق قرار دارند. البته این برداشت از کیفیت استعاری آن‌ها ناشی می‌شود و رنگ‌ها غالباً در تجسم آن‌ها دلالت آشکاری ندارد. همچنان که به اواخر دههٔ ۶۰ و سال‌های پایانی زندگی روتکو نزدیک می‌شویم دو تحول آشکار در ساختار این ترکیب به وقوع می‌پیوندد: نخست در تعداد مستطیل‌ها که از ۳ به ۲ و حتی یک مستطیل کاهش میابد و دوم رنگ‌های آن‌ها که به سوی فام‌های حزن‌انگیزتر و مشخصا تاریک‌تر متمایل می‌شود. آثار سال‌های آخر روتکو به جز موارد خاص عمدتاً بنفش تیره، خاکستری و سیاه هستند. این تحول از یک طرف نشانهٔ اندوه فزاینده‌ای است که بر روح و روان هنرمند مستولی شده و از سوی دیگر بر کشف غنای رنگ‌های تیره و کیفیت عمیق فلسفی و دینی آن دلالت دارد. آخرین کارهای روتکو در سال ۱۹۶۹ ترکیب‌هایی هستند از سطوح وسیع سیاه در بالا و خاکستری در پایین که همچون آسمان در شبی ظلمانی حکایت از افسردگی عمیق او دارند.

## ماجرای سیگرام
ماجرا از یک پیشنهاد ۳۵۰۰۰ دلاری به روتکو برای ساخت چند تابلوی دیواری به منظور نصب در رستوران بزرگ و اشرافی چهارفصل واقع در طبقهٔ اول ساختمان سیگرام در نیویورک آغاز شد. این قرارداد بزرگترین سفارشی بود که تا آن زمان به یکی از نقاشان اکسپرسیونیست انتزاعی داده می‌شد. فرجام کار بوم‌هایی بود بسیار بزرگ، تا حد پنج متر، با رنگ‌های قرمز تیره و سیاه، چنان دلگیر کننده و ملالت‌بار که گویی به قصد فرو بردن مخاطب در اندوه و ماتم خلق شده بودند. روتکو با این آثار تعمداً قصد آزار روانی و تحقیر مشتریان متمول رستوران را داشته‌است. زمینهٔ رنگی تمامی ۹ تابلوی این مجموعه قرمز غنی است. رنگی گرم که تحریک‌کنندهٔ اشتها است، بنابراین مناسب مکانی چون رستوران تلقی می‌شود. اما غلظت قرمز و ترکیب آن با سیاه تأثیری معکوس را القا می‌کرد. روتکو به صراحت اعتراف می‌کند که قصدش از نمایش این آثار آزار دادن بورژواها و کور کردن اشتهایشان بوده‌است. مستطیل‌ها در این آثار شبیه پنجره‌هایی هستند که با نوارهایی گاه تیره و گاه روشن پدیدار شده‌اند و به جای گشایش به خارج، گویی از انسداد فضا حکایت دارند. الگوی روتکو در ایجاد این فضای محزون و ناراحت‌کننده طبق گفتهٔ خود او کتابخانهٔ قرون وسطایی میکل آنژ موسوم به کتابخانه لورنزی در فلورانس بود که او با یک بار حضور در آنجا تجربهٔ فضای سنگین و ملالت‌بار آن در ذهنش ثبت شده بود. اتاقی دلگیر که ارتفاعش بیشتر از طول و عرض آن بود و پنجره‌های آن تا سقف با کتاب‌های قدیمی مسدود شده بود. در همان سال طی مصاحبه‌ای، او رستوران بزرگ چهار فصل را چنین توصیف می‌کند: «مکانی که ثروتمندترین حرامزاده‌های نیویورک گرد هم می‌آیند تا ضمن غذا خوردن خودنمایی کنند.»
اما احساس روتکو پس از پایان کار تغییر کرد. او می‌خواست نقاشی‌هایش عرصه‌ای برای مداقه باشند، تدریجاً به اهمیت فضای ارائهٔ آنها و نقش عواملی چون نور پی برده بود، بنابراین دریافت که تعامل مورد نظرش بین رنگ‌ها و تماشاگر، در این محیط عملاً اتفاق نخواهد افتاد؛ لذا مصمم شد تابلوها را از سفارش‌دهنده‌های آن‌ها بازپس گیرد تا در مکانی مناسب به نمایش بگذارد. در نهایت نیز شیفتگی‌اش نسبت به نقاشان رمانتیسیست به خصوص ویلیام ترنر منجر به اهدای این ۹ تابلو به نگارخانه تیت بریتانیا (با نام اسبق نگارخانه ملی هنر بریتانیا) شد. مذاکرهٔ او با نگارخانه تیت نزدیک به یک دهه طول کشید، چرا که او به عنوان شرطی برای اهدای آثار خواستار اختصاص دائمی یک گالری بزرگ بود و حتی نمی‌خواست سایر آثارش، از کلکسیون تیت در کنار این تابلوها قرار بگیرند.

## خودکشی

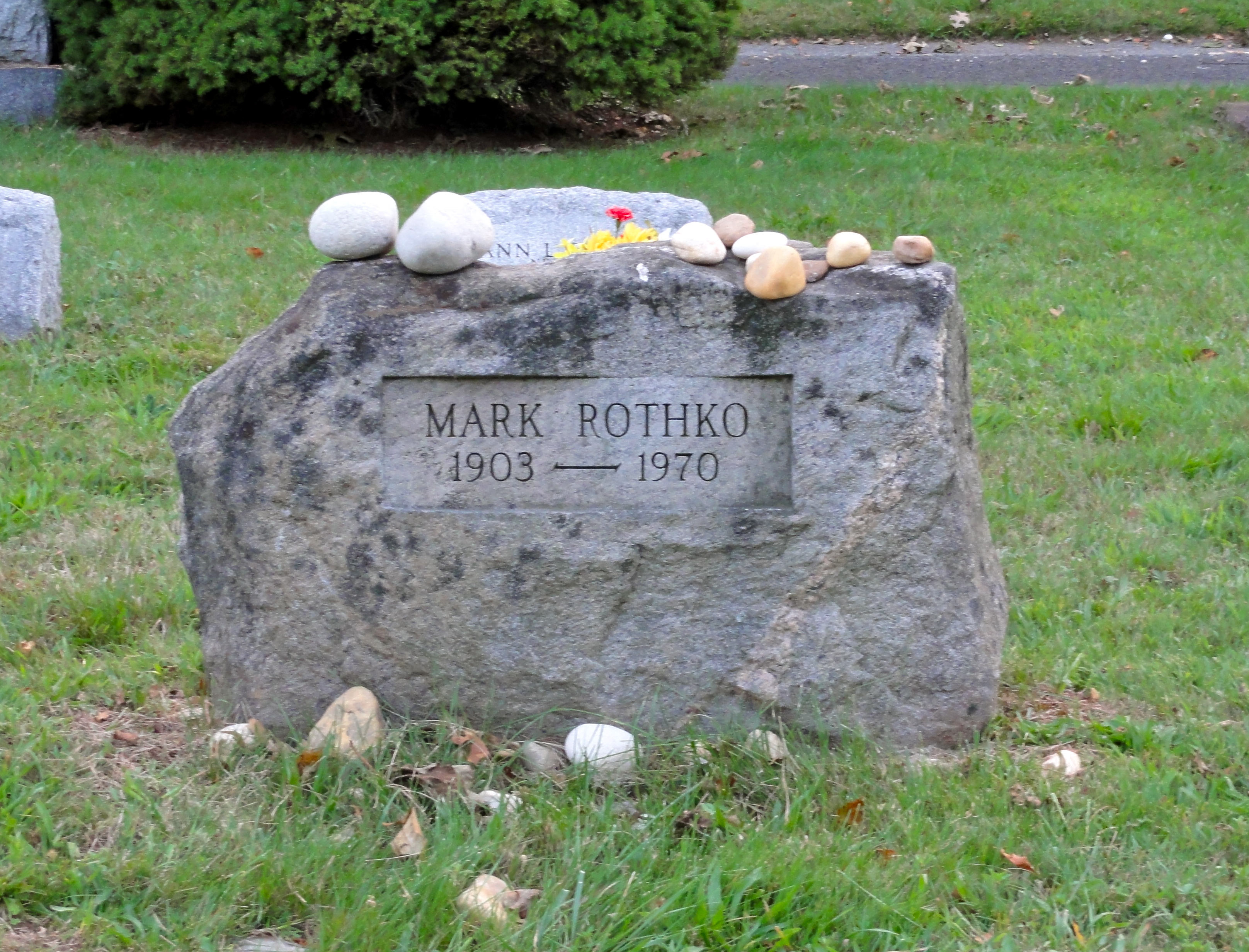
قبر مارک روتکو در قبرستان ایست ماریون، ایست ماریون، نیویورک

در بهار ۱۹۶۸، آنوریسم خفیف در روتکو تشخیص داده شد. او با نادیده گرفتن دستورهای پزشک، به کشیدن سیگار، اجتناب از ورزش و حفظ رژیم غذایی ناسالم ادامه داد. همچنین پزشک توصیه کرده بود تا او کشیدن نقاشی‌های بزرگش را ادامه ندهد و بیشترین توجه‌اش را به سمت نقاشی‌های با اندازه کوچکتر مانند آکرلیک روی کاغذ ببرد.
در همین زمان ازدواج روتکو هم به‌طور فزاینده‌ای با مشکل مواجه شده بود؛ و ناتوانی و ضعف جسمانی ناشی از آنوریسم،‌ احساس بیگانگی او را در رابطه تشدید می‌کرد. روتکو و همسرش مل در اولین روز ۱۹۶۹ از هم جدا شدند. سپس روتکو به استودیوی خود نقل مکان کرد.
در ۲۵ فوریه ۱۹۷۰ الیور اشتایندکر، دستیار روتکو، او را در حالی یافت که غرق در خون، کف آشپزخانه و روبروی سینک دراز کشیده بود. روتکو در مصرف باربیتورات‌ها زیاده‌روی کرده و سرخرگ بازوی راست خود را با تیغ بریده بود. هیچ یادداشتی نیز برای خودکشی وجود نداشت. این دقیقاً همان روزی بود که قرار بود مجموعهٔ سیگرام در نگارخانه تیت بریتانیا به نمایش گذاشته شود.

## یادکردها
1. ↑  "Los Angeles Review of Books". Los Angeles Review of Books (به انگلیسی). 2016-10-11. Retrieved 2023-05-05.
2. ↑  "Breslin 1993". www.worldcat.org (به انگلیسی). Retrieved 2023-05-05.
3. ↑  "Ashton 1983". www.worldcat.org (به انگلیسی). Retrieved 2023-05-05.
4. ↑  "Mark Rothko : a biography | WorldCat.org". www.worldcat.org (به انگلیسی). p. ۱۴. Retrieved 2023-05-05.
5. ↑  «"Mark Rothko by the Numbers"». Sotheby's. Retrieved March 24, 2021.
6. ↑  "Breslin 1993, p. 18–42". www.worldcat.org (به انگلیسی). Retrieved 2023-05-05.
7. ↑  "Los Angeles Review of Books: A Newish Biography of Mark Rothko". Los Angeles Review of Books (به انگلیسی). 2016-10-11. Retrieved 2023-05-05.
8. ↑  "Breslin 1993, p. 21–22,24,32". www.worldcat.org (به انگلیسی). Retrieved 2023-05-05.
9. ↑  "Mark Rothko (1903-1970)". www.oregonencyclopedia.org (به انگلیسی). Retrieved 2023-05-05.
10. ↑  "Breslin 1993, p. 87". www.worldcat.org (به انگلیسی). Retrieved 2023-05-05.
11. ↑  Grange, pp. 50-54.
12. ↑  "Breslin 1993, p. 62–63". www.worldcat.org (به انگلیسی). Retrieved 2023-05-05.
13. ↑  "Ashton 1983, p. 69". www.worldcat.org (به انگلیسی). Retrieved 2023-05-05.
14. ↑  Schama, p. 398.
15. ↑  "Ashton 1983, p. 147". www.worldcat.org (به انگلیسی). Retrieved 2023-05-05.
16. ↑  "Breslin 1993, p. 408". www.worldcat.org (به انگلیسی). Retrieved 2023-05-05.
17. ↑  "Ashton 1983, p. 188". www.worldcat.org (به انگلیسی). Retrieved 2023-05-05.
18. ↑  "Breslin 1993, p. 49". www.worldcat.org (به انگلیسی). Retrieved 2023-05-05.
19. ↑  «Mark Rothko | Encyclopedia.com». www.encyclopedia.com. دریافت‌شده در ۲۰۲۳-۰۵-۰۵.
20. ↑  Cooke، Rachel (۲۰۰۸-۰۹-۱۳). «The art cheats who betrayed my father» (به انگلیسی). The Observer. شاپا 0029-7712. دریافت‌شده در ۲۰۲۳-۰۵-۰۵.
21. ↑  «"Press Releases | Late at Tate Liverpool (22 October 2009): Reflect on Mark Rothko's Seagram Murals in the twilight hours (Tate Liverpool)". Tate Etc». اکتبر ۹, ۲۰۰۹. دریافت‌شده در ژوئیه ۱۳, ۲۰۱۱.